# دستمزد (فیلم ۲۰۰۳)
دستمزد (به انگلیسی: Paycheck) یک فیلم اکشن و علمی تخیلی آمریکایی محصول سال ۲۰۰۳ که بر اساس داستان کوتاهی به همین نام توسط نویسنده علمی تخیلی فیلیپ کی. دیک در سال ۱۹۵۳ ساخته شده‌است. این فیلم توسط جان وو کارگردانی شد و با بازی بن افلک، اوما تورمن، آرون اکهارت، پل جیاماتی، مایکل سی هال، جو مورتون و کلم فیور همراه می‌باشد. این فیلم در ۲۵ دسامبر ۲۰۰۳ توسط پارامونت پیکچرز در آمریکای شمالی و دریم‌ورکس در سطح بین‌المللی اکران شد، با نقدهای منفی مواجه شد، اما موفقیتی تجاری داشت و ۱۱۷ میلیون دلار در گیشه فروخت.

## داستان
یک مهندس ماجراجو به نام مایکل، که پروژه‌های فوق محرمانه برای رئیس میلیادرش ریتریک انجام می‌دهد، با وی قرارداد می‌بندد که در ازای دریافت حقوق بالا اجازه دهد تا حافظه‌اش پاک شود. پاک شدن حافظه او تنها منحصر به مدت زمانی است که بر روی هر پروژه کار می‌کند. اما یک روز، ریتریک به مایکل پیشنهاد می‌دهد که در ازای دریافت یک چک با حقوق بسیار بالا، اجازه دهد اطلاعات ۳ سال حافظه او پاک شود. مایکل این پیشنهاد را می‌پذیرد، اما در پایان کار پِی می‌برد که دستمزد او را بالا کشیده‌اند و این در حالیست که حافظهٔ ۳ سال اخیر خود را نیز از دست داده‌است و زندگی‌اش نیز در خطر است و…

## بازیگران
- بن افلک
- اوما تورمن
- آرون اکهارت
- کلم فیور
- پیتر فریدمن
- پل جیاماتی
- مایکل سی هال
- ایوانا ملیسویک
- کاترین موریس
- جو مورتون
- امیلی هولمز